# David Ickovitz
David Ickovitz (ou David Ickowicz), plus connu sous le nom de Jean-Claude « Coco » David, né en novembre 1915 à Vilnius et mort le 21 mars 1986 à Épinal, est un footballeur français, jouant au poste d'attaquant, reconverti en entraîneur.

## Biographie

### Enfance et carrière de joueur
Polonais d'origine, David Ickovitz nait à Vilnius en Lituanie en novembre 1915. Ses parents quittent le pays en 1929 pour aller en Lorraine, en France, afin de trouver du travail. David intègre les sections jeunes du Football Club de Nancy, club-phare de la région. Il monte les échelons du club, avant de signer son premier contrat professionnel avec le club nancéien en 1937.
Véritable révélation, l'attaquant mène le club à la première division française. Le club réussit à se maintenir, tandis qu'en parallèle, David effectue des études d'ingénieur agronome. Mais en 1939, la seconde Guerre mondiale éclate. Son nom ayant une consonance juive, Ickovitz transforme son nom en Jean-Claude David (ou Coco David). Toutefois, les nazis le font prisonnier et le déportent en Allemagne. 
Libéré en 1945, il retrouve le FC Nancy et atteint rapidement son ancien niveau de jeu. Le club décroche le titre de deuxième division en 1946. En 1947, il part pour l'OGC Nice et remporte la deuxième division en 1948. Il prend sa retraite professionnelle en 1949, à l'âge de 34 ans. Le club niçois devient double champion de France quelques années plus tard, vers le début des années 1950.

### Entraineur au SAS Épinal
Coco David retourne en Lorraine pour jouer et entraîner le club amateur Stade athlétique spinalien en 1949. Le club est alors âgé de huit ans. Lors d'un match en 1952, pendant qu'il célèbre un but, un supporter adverse l'agresse et le frappe d'un coup de bouteille sur la tête. Plongé dans le coma, il est opéré de la boîte crânienne. Cet accident marque la fin de la carrière de joueur de Coco David. Néanmoins, il se remet de ce grave accident et remporte son groupe de CFA en 1953. En 1955, il est licencié par les dirigeants du club qui souhaitent renouveler les équipes encadrantes.
Le club est relégué en Division d'Honneur, et les différents entraîneurs n'arrivent pas à replacer le club à son niveau d'antan. Le club rappelle Coco David en 1969. Il révèle alors plusieurs joueurs comme Jacky Receveur, et réussit à recruter des joueurs comme Ivan Hlevnjak. Le club remonte les échelons du football français et parvient en deuxième division au milieu des années 1970.
Le club obtient des résultats très satisfaisants en Division 2, et fait mieux que s'y maintenir. En 1977, le club est virtuellement qualifié pour l'élite du football français, pendant 42 minutes, mais ne concrétise pas et reste en Division 2. Cette saison exceptionnelle, souvent qualifiée de la meilleure du SAS Épinal annonce un grand futur pour le club.
Mais les déconvenues s'enchaînent pour le club qui essuie de graves blessures de joueurs-clés, mais aussi le décès de son capitaine. Le club s'écroule et Coco David est licencié. Les résultats ne sont plus au rendez-vous, non plus que les spectateurs. Rappelant de nouveau le technicien français, âgé et malade, la magie de l'entraineur n'opère plus, alors que le niveau du club baisse. Finalement,  Jean-Claude "Coco" David décède le 21 mars 1986 des suites de sa maladie, laissant un grand vide dans les Vosges sportives.
Avec treize saisons passées au Stade athlétique spinalien, Coco David est l'entraineur ayant le plus exercé avec ce club français. Personnalité emblématique du club, une plaque est posée à son nom sur le stade spinalien, alors que Philippe Séguin inaugure également une tribune Coco David, symbole de la passion qu'aura éprouvée la ville d'Épinal pour cet homme.

## Palmarès
- Championnat de France D2 : Champion en 1946 avec le Football Club de Nancy.
- Championnat de France D3 : Vainqueur du Groupe Est en 1953 avec le Stade athlétique spinalien.
- Division d'Honneur Lorraine : Champion en 1971 avec le Stade athlétique spinalien.